# Фанатизм
Фанати́зм (греч. φανατισμός, лат. fanatismus от fanaticus «исступлённый» ← fanum «священное место; храм») — слепое, безоговорочное следование убеждениям, особенно в религиозной, национальной и политической областях; доведённая до радикальности приверженность каким-либо идеям, верованиям или воззрениям, обычно сочетающаяся с нетерпимостью к чужим взглядам и убеждениям. Отсутствие критического восприятия своих убеждений.
Фана́тик — подверженный фанатизму: в прямом и фигуральном смыслах.
Фанатизм в части психо-эмоционального состояния, мироощущения — то же самое, что догматизм в сфере мысли и деспотизм в сфере действий, навязывающий другим подчинение чужой (своей) воле. Противоположность фанатизма — индифферентизм, а среднее положение между ними занимают терпимость и убеждённость.

## Терминология
Слово fanaticus (в связи с fanum — священное место, храм) имело в латинском языке значение, сходное с терминами «святоша», «ханжа», а затем означало «исступлённый», «изуверский», «сумасбродный», «яростный», иногда «вдохновенный» (carmen fanaticum). Произведённым от прилагательного существительным вначале стали называть такое подчинение какой-либо религиозной идее, которое сопровождалось готовностью ради неё жертвовать собой и одновременно требовать от других безусловного ей подчинения.

## Понятие
Фанатизм как эмоциональное проявление характеризуется чрезмерным рвением, энтузиазмом, одержимостью, слепой верой в правоту своих (чаще всего, экстремальных религиозных или политических) убеждений, в превосходство и исключительность предмета своего обожания и его последователей в «собственном лице».
Согласно определению американского философа Джорджа Сантаяны, «Фанатизм состоит в удвоении усилий, когда забыта цель»; согласно Уинстону Черчиллю, «фанатик — тот, кто не способен изменить своё решение и никогда не сменит тему». Оба эти определения предполагают предъявление крайне строгих требований и нетерпимость к каким-либо отклонениям.
Различие между фанатиком и поклонником видится в том, что поведение фанатика рассматривается как нарушение преобладающих социальных норм, тогда как поклонник эти нормы не нарушает (хотя его поведение и может казаться странным). Объединяет поклонников и фанатиков их всепоглощающий интерес, любовь к той или иной сфере деятельности, занятию, увлечению, человеку.
Так называемые чудаки отличаются от фанатиков тем, что идеи, которые они исповедуют, и занятия, которыми они занимаются, обычно безобидны, но очень сильно отличаются от общепринятых представлений или привычного поведения, образа жизни окружающих людей. Что же касается фанатиков, то объект их поклонения или увлечения сам по себе может считаться «нормальным», и лишь степень одержимости кажется окружающим чрезмерной или «ненормальной».

## Классификация
Единая классификация фанатизма отсутствует. В существующих классификациях же используется различный принцип систематизации и каждая из них применяется в зависимости от цели исследования. Фанатизм классифицируется по следующим признакам:
- в зависимости от содержания (религиозный фанатизм — рассматривается иногда как наиболее экстремальная форма религиозного фундаментализма; политический, идеологический фанатизм; этнический, национальный, расовый фанатизм — проявления национальной, расовой исключительности в сочетании с неприкрытой ненавистью к представителям другой нации или расы; фанатизм среди спортивных болельщиков — см., напр., футбольное хулиганство; театральный фанатизм)
- в зависимости от степени овладения идеей — жёсткий и мягкий фанатизм;
- в зависимости от степени вовлечённости — массовый и индивидуальный фанатизм;
- по характеру мотиваций;
- по личностной позиции.

## Религиозный фанатизм
В язычниках, остававшихся верными своей религии, христиане видели только упорных фанатиков, точно так же, как и сами христиане, шедшие на мучения во имя своей веры, были фанатиками в глазах римских властей. Священная инквизиция осуждала фанатиков-еретиков, в свою очередь заслужив, однако, славу одного из самых фанатических учреждений. Фанатизм может быть и не религиозным, но ни одна сфера жизни не благоприятствует его развитию в такой степени, как религия. Разные религии и секты в разное время в разной степени фанатизируют своих последователей.

### Критика религиозного фанатизма
Религиозный фанатизм подвергался критике, в том числе и со стороны православных философов и публицистов. Так, Н. А. Бердяев в своей статье «О фанатизме, ортодоксии и истине» высказывает мнение, что хотя фанатики и ортодоксы, обличающие инакомыслие, и думают, что защищают истину, но на самом деле, они «истину ставят выше свободы». Философ называет такое состояние сознания «заблуждением» и «самообольщением». Н. А. Бердяев считает, что «человек, помешанный на отыскании и обличении ересей, на отлучении и преследовании еретиков, есть человек, давно обличённый и осуждённый Христом, хотя он этого не замечает».
Основной причиной религиозного фанатизма и нетерпимости Бердяев называет страх.
Фанатики, совершающие величайшие злодеяния, насилия и жестокости, всегда чувствуют себя окружёнными опасностями, всегда испытывают страх. Человек всегда совершает насилия из страха. Аффект страха глубоко связан с фанатизмом и нетерпимостью… 
Н. А. Бердяев считает явление нетерпимости и фанатизма крайне отрицательным и совершенно одинаково присущим, как религиозным конфессиям, так и марксизму.
Нетерпимые и фанатики обыкновенно бывают страшно ортодоксальны, всё равно какие — католики, православные, марксисты, — и в ортодоксальности этой происходит окостенение веры, прекращение движения жизни.
Анализируя причины религиозной нетерпимости, пресвитер Георгий Чистяков считает, что издавна на Руси религиозность выражалась, прежде всего, в «диком страхе перед нечистой силой и в стремлении как-то защитить себя от неё», что приводило к поиску и созданию образа врага.
Источником религиозной нетерпимости Георгий Чистяков считает в частности «оторванность от Евангелия и Иисуса».
Ссылаясь на мнение Александра Шмемана, пресвитер Георгий Чистяков полагает, что в подобных религиозных представлениях центральное место занимает не Бог, а Сатана. Такой тип религиозного сознания о. Г. Чистяков называет инимикоцентрическим (от лат. inimicus — враг).
Фанатику диавол всегда кажется страшным и сильным, он верит в него более, чем в Бога.

### Современные христианские фанатики
- На территории Северной Ирландии действует Ирландская республиканская армия (ИРА), состоящая из католиков. Цель католической ИРА — заставить протестантов и правительство Великобритании ликвидировать особый статус Северной Ирландии для её воссоединения с Ирландской республикой. Ирландской республиканской армии противостоят протестантские фундаменталисты из «Ассоциации обороны Ольстера», которые устраивают кровавые погромы в католических районах, нередко поджигая храмы. Так 2 июля 1998 года 8 католических храмов были повреждены вследствие прокатившейся волны поджогов.[10]
- В США существуют большое число христианских ультраправых фундаменталистов, пропагандирующих радикальный антисемитизм. Наиболее яркий пример — «Арийские нации». Это крупнейшая организация белых расистов, крайне негативно относящихся к чернокожим американцам и последователям иудаизма, которых они обвиняют в служении дьяволу. Политическая цель «Арийских наций» — это создание на территории пяти северо-западных штатов «арийского государства» белых христиан. Организация имеет свои вооружённые отряды по всей Америке.[10][11]
- Ассоциация обороны Ольстера
- Ольстерские добровольческие силы
- Господня армия сопротивления
- 10 сентября 2009 года боливийский религиозный фанатик захватил мексиканский самолёт, угрожая взорвать его, и требуя встречи с президентом страны[англ.][12]
- С 2008-го по 2010 год на территории США действовала христианская террористическая группировка, которая ставила своей целью развязывание войны с правительством США. Террористы практиковались в стрельбе из огнестрельного оружия, изготовлении и подрыве бомб. Один из преступников действовал под именем «Хутари», что означает «Христианский воин». Бандиты были пойманы и арестованы в марте 2010 года.[13]
  - (см. также Движение ополчения в США.)
- Мичиганская компания, поставляющая вооружённым силам США оптические прицелы для винтовок, снабжает свои изделия ссылками на цитаты из Библии. Прицелы стоят на вооружении у американских военнослужащих в Ираке и Афганистане, что вызывает у некоторых людей представления о связи между радикальным христианством и убийством мусульман в Ираке и Афганистане. Факт вызвал довольно сильный общественный резонанс.[14][15]

## Политический фанатизм
Другая область, в которой с большой силой способен проявляться фанатизм, это политика. Наиболее ярким примером политических фанатиков могут служить якобинцы времён Французской революции, которые были скорее политической сектой, нежели политической партией, — по упорному признанию истинности лишь своих мнений, по неуважению к чужим убеждениям, якобы заведомо ложным и преступным.